# Torymus strenuus
Torymus strenuus är en stekelart som först beskrevs av Walker 1871.  Torymus strenuus ingår i släktet Torymus och familjen gallglanssteklar. Inga underarter finns listade i Catalogue of Life.